# برلمان فيجي
برلمان فيجي (بالإنجليزية: Parliament of Fiji)‏ هو الهيئة التشريعية في فيجي، الذي تأسس في 6 أكتوبر 2014، ويتكون من 51 مقعداً.